# チャーリー・ジンク
チャールズ・タダオ・ジンク（Charles Tadao Zink, 1979年8月26日 - ）は、アメリカ合衆国・カリフォルニア州カーマイケル出身の元プロ野球選手（投手）。右投右打。
メジャーリーグでも、数少ないナックルボーラーのうちの1人である。

## 経歴

### アマチュア時代
2001年は、ノース・アメリカンリーグのユマ・バッファローズでプレーした。

### プロ入りとマイナー時代とレッドソックス時代
2002年にボストン・レッドソックスと契約を結んだ。
2003年は、傘下のA級サラソタ・レッドソックスでプレーする。
2005年は、AAA級ポータケット・レッドソックスとAA級ポートランド・シードッグスでプレーする。
2006年は、大半をAAA級ポータケットでプレーする。
2007年は、開幕をAAA級ポータケットで迎える。しかし、5月21日にAA級ポートランドへ降格した。
2008年8月12日のテキサス・レンジャーズ戦でメジャーデビューを果たすが、これが自身最初で最後のメジャーでの登板となる。
2009年1月8日にロッコ・バルデッリの枠を空ける為、DFAとなった。

### ツインズ傘下時代
2010年1月14日に、セントルイス・カージナルスとマイナー契約を結んだが、スプリングトレーニング後に解雇された。4月27日にミネソタ・ツインズとマイナー契約を結び、傘下AAA級ロチェスター・レッドウイングスでプレーした。オフに、FAとなった。

### ランカスター・バーンストーマーズ時代
2011年1月18日にアトランティックリーグのランカスター・バーンストーマーズと契約を結んだ。8試合に登板し2勝2敗の成績を残し、6月に解雇された。

## 詳細情報

### 年度別投手成績
| 年 度    | 球 団    | 登 板 | 先 発 | 完 投 | 完 封 | 無 四 球 | 勝 利 | 敗 戦 | セ 丨 ブ | ホ 丨 ル ド | 勝 率 | 打 者 | 投 球 回 | 被 安 打 | 被 本 塁 打 | 与 四 球 | 敬 遠 | 与 死 球 | 奪 三 振 | 暴 投 | ボ 丨 ク | 失 点 | 自 責 点 | 防 御 率 | W H I P |
| -------- | -------- | ----- | ----- | ----- | ----- | -------- | ----- | ----- | -------- | ----------- | ----- | ----- | -------- | -------- | ----------- | -------- | ----- | -------- | -------- | ----- | -------- | ----- | -------- | -------- | ------- |
| 2008     | BOS      | 1     | 1     | 0     | 0     | 0        | 0     | 0     | 0        | 0           | ----  | 25    | 4.1      | 11       | 0           | 1        | 0     | 0        | 1        | 1     | 0        | 8     | 8        | 16.62    | 2.77    |
| MLB：1年 | MLB：1年 | 1     | 1     | 0     | 0     | 0        | 0     | 0     | 0        | 0           | ----  | 25    | 4.1      | 11       | 0           | 1        | 0     | 0        | 1        | 1     | 0        | 8     | 8        | 16.62    | 2.77    |

### 背番号
- 51 (2008年)